# خصلاء
الخصلاء (الاسم العلمي: Lophophora) هي جنس من النباتات تتبع الفصيلة الصبارية من رتبة القرنفليات.

## أنواع الخصلاء
- خصلاء منتشرة
- خصلاء وليامسية